# I Am Human (álbum de Escape The Fate)
I Am Human —en español: Soy Humano— es el sexto álbum de estudio de la banda de rock estadounidense Escape The Fate. Fue lanzado el 30 de marzo de 2018. El sencillo "Broken Heart" alcanzó el puesto 15 en la lista Billboard Mainstream Rock Songs en julio de 2018.

## Lista de canciones
Canciones adaptadas a iTunes.

| N.º | Título                                        | Duración |  |
| 1.  | «Beautifully Tragic»                          | 3:14     |  |
| 2.  | «Broken Heart»                                | 3:07     |  |
| 3.  | «Four Letter Word»                            | 3:30     |  |
| 4.  | «I Will Make It Up to You»                    | 3:13     |  |
| 5.  | «Bleed for Me»                                | 3:17     |  |
| 6.  | «Do You Love Me?»                             | 3:06     |  |
| 7.  | «I Am Human»                                  | 4:12     |  |
| 8.  | «If Only»                                     | 3:10     |  |
| 9.  | «Empire»                                      | 3:12     |  |
| 10. | «Recipe for Disaster» (con Joe Cotela de DED) | 3:24     |  |
| 11. | «Riot»                                        | 2:27     |  |
| 12. | «Digging My Own Grave»                        | 3:17     |  |
| 13. | «Resistance»                                  | 3:13     |  |
| 14. | «Let Me Be»                                   | 3:32     |  |

Versión Deluxe:
| Deluxe version |              |          |  |
| N.º            | Título       | Duración |  |
| 15.            | «Dead to Me» | 2:44     |  |
| 16.            | «Mask»       | 3:30     |  |

## Personal

### Escape The Fate
- Craig Mabbitt - voz principal
- Kevin Gruft - guitarra líder, coros, bajo, teclados
- TJ Bell - guitarra rítmica, coros, bajo
- Robert Ortiz - batería, percusión, coros

### Producción
- Howard Benson - producción

## Posiciones
| Listas (2018)                           | Posición |
| --------------------------------------- | -------- |
| Australia (ARIA)                        | 39       |
| Estados Unidos (Digital Albums)         | 19       |
| Estados Unidos (Independent Albums)     | 8        |
| Estados Unidos (Top Alternative Albums) | 21       |
| Estados Unidos (Top Rock Albums)        | 43       |
| Estados Unidos (Top Hard Rock Albums)   | 13       |